# قندهار

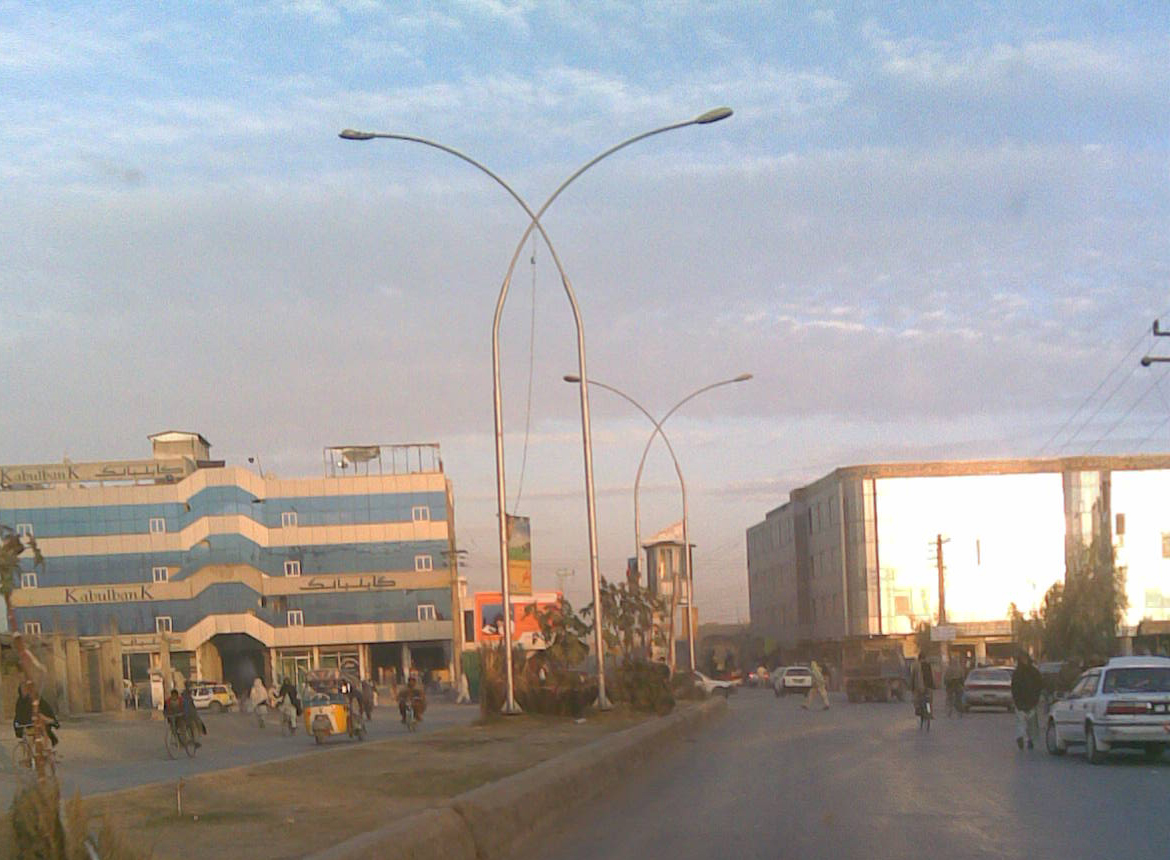

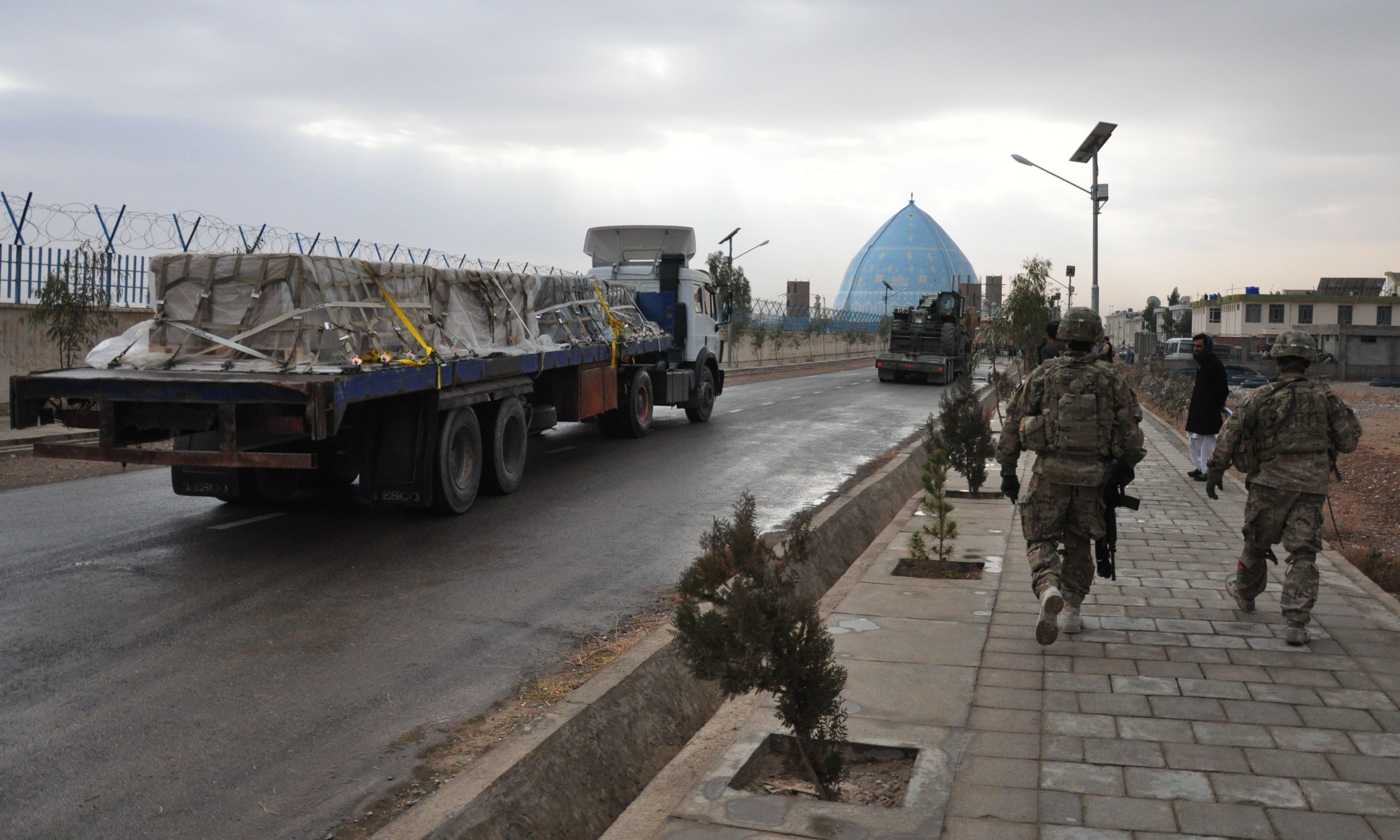

قَندَهَار (بالبشتو: کندهار، بالدرية: قندهار)، أكثر مدن أفغانستان سكانًا، بعد كابل وهراة. تقع جنوب البلاد، وهي عاصمة ولاية قندهار. يقدر عدد سكانها بنحو 651,484 ألف نسمة
تتميز المدينة بكونها مركز تجارة مهم خاصة للمنتجات الفلاحي، إلى جانب وقوعها على تقاطع عدة طرق هامة. ومن جهة أخرى فهي مدينة رئيسية لعرقية البشتون.

## التسمية
تدور نقاشات ساخنة حول كيفية تسمية قندهار ولكن يرجح البعض أنها مقتبسة من كلمة غندهاري أو قندهاري (بالإنجليزية: Gandhari) (بالسنسكريتية: गांधारी) وهي شخصية في الملحمة الهندوسية الماهابهاراتا ابنة سوبالا، ملك غندهارا، أو قندهار الحديثة وهي مملكة مجاورة للحدود الأفغانية الكشميرية وأما نظرية أخری فتقول أنها ترجمة حرفية للأسماء المقدونية والتي اختارها الإمبراطور الإسكندر الأكبر من أجل تسمية المدن. وفي لهجة نجد كانت كلمة «قَنْدَهر» تُضربُ مثلاً للمكان البعيد، ولم يكونوا يعلمون أنه في جنوب أفغانستان، قال عبد الله الغمّاس وهو في السجن «إمّا فكيتوا وِرعكم من وساره - فالعلم ياصل به إلى قندهاره».

## التاريخ
اكتشف الإسكندر الأكبر مدينة قندهار ولكنها أصبحت هدفاً للإمبراطوريات العالمية نظراً لكونها منطقة إستراتيجية.
دخل الإسلامُ قندهار في عهد العباسيين وثم الأتراك ولاحقاً وبالتحديد توسعت ركائز الإسلام مع العرب فی القرن السابع الميلادي.
سيطر أحمد شاه الدراني علی قندهار فی 1747 وحولها إلی عاصمة أفغانستان في 1748 إثر قيام مملكته البشتونية الخاصة هناك ولكن لم يمضِ المزيد إلا وأن قندهار كعاصمة انتقلت إلی ولاية كابول فی عام 1780. أقيم ضريح أحمد شاه الدوراني بقندهار ولا يزال موجوداً.
احتلت القوات البريطانية قندهار خلال الحرب الأفغانية الإنكليزية الأولی من 1832 إلی 1842 ثم كررت الاحتلال إثر معركتها الثانية مع الأفغان في 1878 إلی 1880.
احتلت الجيش السوفياتي قندهار فی 1979 واستمر الاحتلال حتی عام 1989 ولكن بفضل المجاهدين الأفغان، تكسرت شوكة الروس وتحررت قندهار فی نهاية عام 1989.
فی ختام 1994، ظهرت حركة طالبان الإسلامية فی المدينة وشددت قبضتها علی معظم أرجاء أفغانستان استمرت الحروب وبدأت حملة عالمية قادتها الولايات المتحدة الأمريكية في عام 2001 لمقاتلة عناصر طالبان.

## جغرافيا
يمتد نهر أرغنداب على طول غرب قندهار، تضم هذه المدينة 15 منطقة حضرية وتبلغ المساحة الإجمالية للمدينة 27337 هكتارًا.

### المناخ
| البيانات المناخية لـقندهار (1964–1983) | البيانات المناخية لـقندهار (1964–1983) | البيانات المناخية لـقندهار (1964–1983) | البيانات المناخية لـقندهار (1964–1983) | البيانات المناخية لـقندهار (1964–1983) | البيانات المناخية لـقندهار (1964–1983) | البيانات المناخية لـقندهار (1964–1983) | البيانات المناخية لـقندهار (1964–1983) | البيانات المناخية لـقندهار (1964–1983) | البيانات المناخية لـقندهار (1964–1983) | البيانات المناخية لـقندهار (1964–1983) | البيانات المناخية لـقندهار (1964–1983) | البيانات المناخية لـقندهار (1964–1983) | البيانات المناخية لـقندهار (1964–1983) |
| الشهر                                  | يناير                                  | فبراير                                 | مارس                                   | أبريل                                  | مايو                                   | يونيو                                  | يوليو                                  | أغسطس                                  | سبتمبر                                 | أكتوبر                                 | نوفمبر                                 | ديسمبر                                 | المعدل السنوي                          |
| -------------------------------------- | -------------------------------------- | -------------------------------------- | -------------------------------------- | -------------------------------------- | -------------------------------------- | -------------------------------------- | -------------------------------------- | -------------------------------------- | -------------------------------------- | -------------------------------------- | -------------------------------------- | -------------------------------------- | -------------------------------------- |
| الدرجة القصوى °م (°ف)                  | 25.0 (77.0)                            | 26.0 (78.8)                            | 36.5 (97.7)                            | 37.1 (98.8)                            | 43.0 (109.4)                           | 45.0 (113.0)                           | 46.5 (115.7)                           | 44.5 (112.1)                           | 41.0 (105.8)                           | 37.5 (99.5)                            | 31.5 (88.7)                            | 26.0 (78.8)                            | 46.5 (115.7)                           |
| متوسط درجة الحرارة الكبرى °م (°ف)      | 12.2 (54.0)                            | 14.8 (58.6)                            | 21.6 (70.9)                            | 28.1 (82.6)                            | 34.1 (93.4)                            | 39.1 (102.4)                           | 40.2 (104.4)                           | 38.2 (100.8)                           | 34.0 (93.2)                            | 27.5 (81.5)                            | 21.0 (69.8)                            | 15.4 (59.7)                            | 27.2 (81.0)                            |
| المتوسط اليومي °م (°ف)                 | 5.1 (41.2)                             | 7.8 (46.0)                             | 13.9 (57.0)                            | 20.2 (68.4)                            | 25.4 (77.7)                            | 30.0 (86.0)                            | 31.9 (89.4)                            | 29.4 (84.9)                            | 23.5 (74.3)                            | 17.5 (63.5)                            | 11.0 (51.8)                            | 7.3 (45.1)                             | 18.6 (65.4)                            |
| متوسط درجة الحرارة الصغرى °م (°ف)      | 0.0 (32.0)                             | 2.4 (36.3)                             | 7.1 (44.8)                             | 12.3 (54.1)                            | 15.8 (60.4)                            | 19.5 (67.1)                            | 22.5 (72.5)                            | 20.0 (68.0)                            | 13.5 (56.3)                            | 8.5 (47.3)                             | 3.3 (37.9)                             | 1.0 (33.8)                             | 10.5 (50.9)                            |
| أدنى درجة حرارة °م (°ف)                | −12.1 (10.2)                           | −10.0 (14.0)                           | −4.8 (23.4)                            | 2.0 (35.6)                             | 2.4 (36.3)                             | 8.5 (47.3)                             | 13.5 (56.3)                            | 9.0 (48.2)                             | 5.2 (41.4)                             | −2.2 (28.0)                            | −9.3 (15.3)                            | −11.4 (11.5)                           | −12.1 (10.2)                           |
| الهطول مم (إنش)                        | 54.0 (2.13)                            | 42.0 (1.65)                            | 41.1 (1.62)                            | 18.7 (0.74)                            | 2.2 (0.09)                             | 0 (0)                                  | 2.3 (0.09)                             | 1.0 (0.04)                             | 0 (0)                                  | 2.3 (0.09)                             | 7.0 (0.28)                             | 20.0 (0.79)                            | 190.6 (7.52)                           |
| متوسط أيام هطول الأمطار                | 6                                      | 6                                      | 6                                      | 4                                      | 1                                      | 0                                      | 0                                      | 0                                      | 0                                      | 1                                      | 2                                      | 3                                      | 29                                     |
| متوسط الرطوبة النسبية (%)              | 58                                     | 59                                     | 50                                     | 41                                     | 30                                     | 23                                     | 25                                     | 25                                     | 24                                     | 29                                     | 40                                     | 52                                     | 38                                     |
| ساعات سطوع الشمس الشهرية               | 198.4                                  | 183.6                                  | 235.6                                  | 255.0                                  | 347.2                                  | 369.0                                  | 341.0                                  | 337.9                                  | 324.0                                  | 306.9                                  | 264.0                                  | 217.0                                  | 3٬379٫6                                |
| المصدر: NOAA (1964–1983)               |                                        |                                        |                                        |                                        |                                        |                                        |                                        |                                        |                                        |                                        |                                        |                                        |                                        |

## النقل

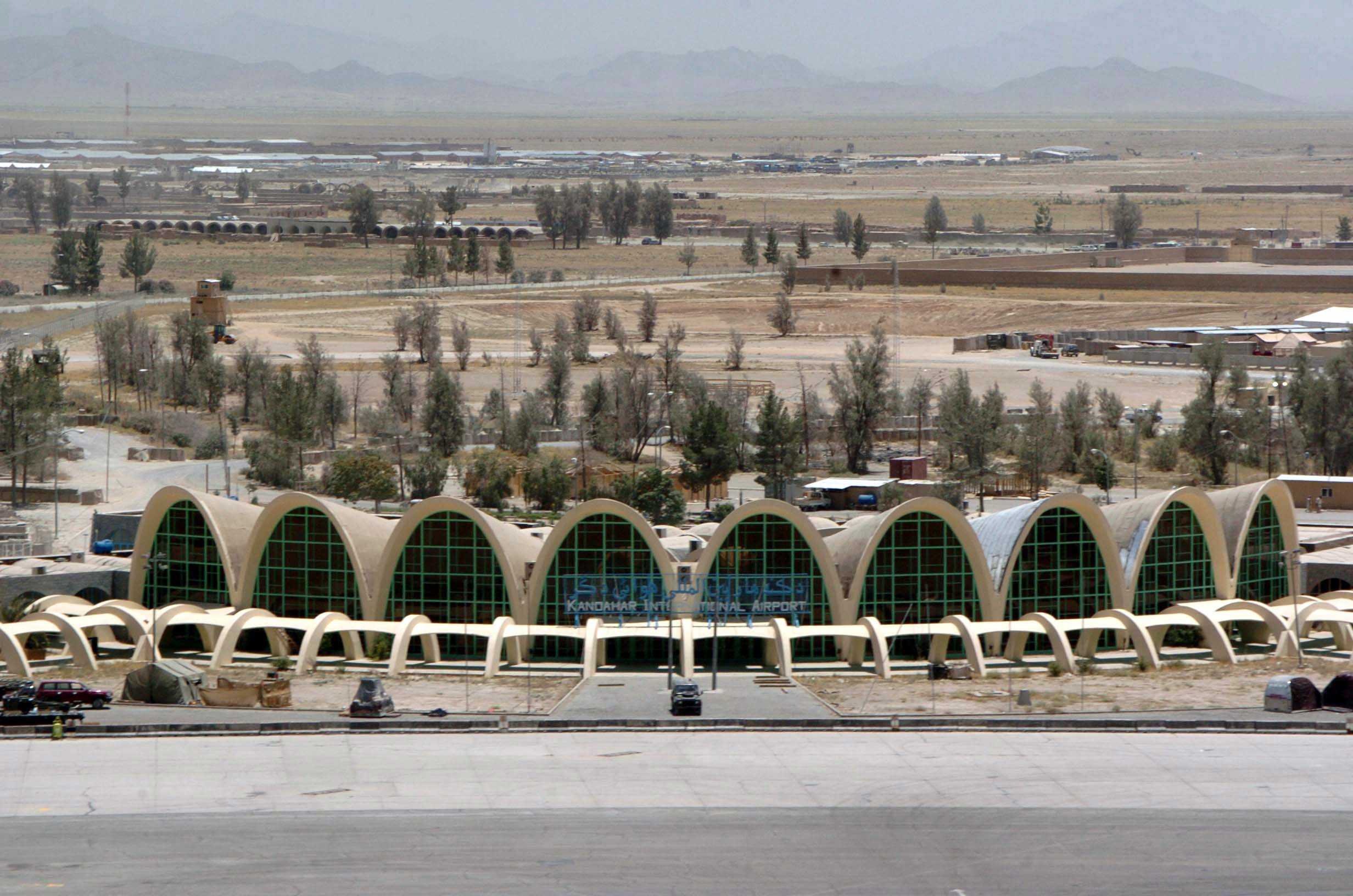
مطار قندهار في عام 2005.

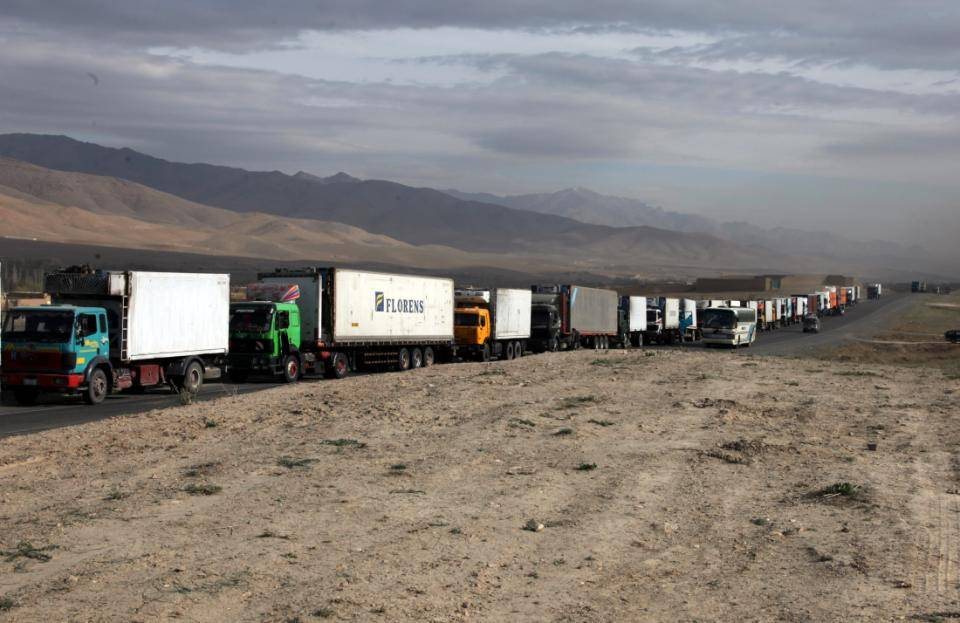
طريق كابول – قندهار السريع من مقاطعة وردك في عام 2010

يُعد مطار قندهار الدولي المطار الرئيسي في جنوب أفغانستان للرحلات الداخلية والدولية، كما كان يُستخدم كقاعدة عسكرية رئيسية بالإضافة إلى شحن واستقبال الإمدادات لجيوش حلف شمال الأطلسي. تخضع المنطقة بأكملها داخل المطار ومحيطه لحراسة مشددة، ولكن هناك قسم مخصص للمسافرين المدنيين. وتتجه معظم الرحلات الدولية إلى الإمارات العربية المتحدة وإيران والهند والمملكة العربية السعودية وباكستان.
ترتبط قندهار بمدينة كويتا الباكستانية عبر تشامان وكابول عن طريق طريق كابول-قندهار السريع وعن طريق هرات عن طريق طريق قندهار-هرات السريع، توجد محطة حافلات تقع في بداية طريق كابول-قندهار السريع، حيث يتوفر عدد من حافلات مرسيدس-بنز القديمة المملوكة للقطاع الخاص لنقل الركاب إلى معظم المدن الكبرى في البلاد. ترتبط قندهار أيضًا بطريق بري بمدينة كويتا في باكستان. وبسبب الحرب المستمرة، أصبح الطريق إلى كابول خطيرًا بشكل متزايد حيث تجعله الهجمات التي يشنها المتمردون على القوافل وتدمير الجسور رابطًا غير موثوق به بين المدينتين.

## التعليم

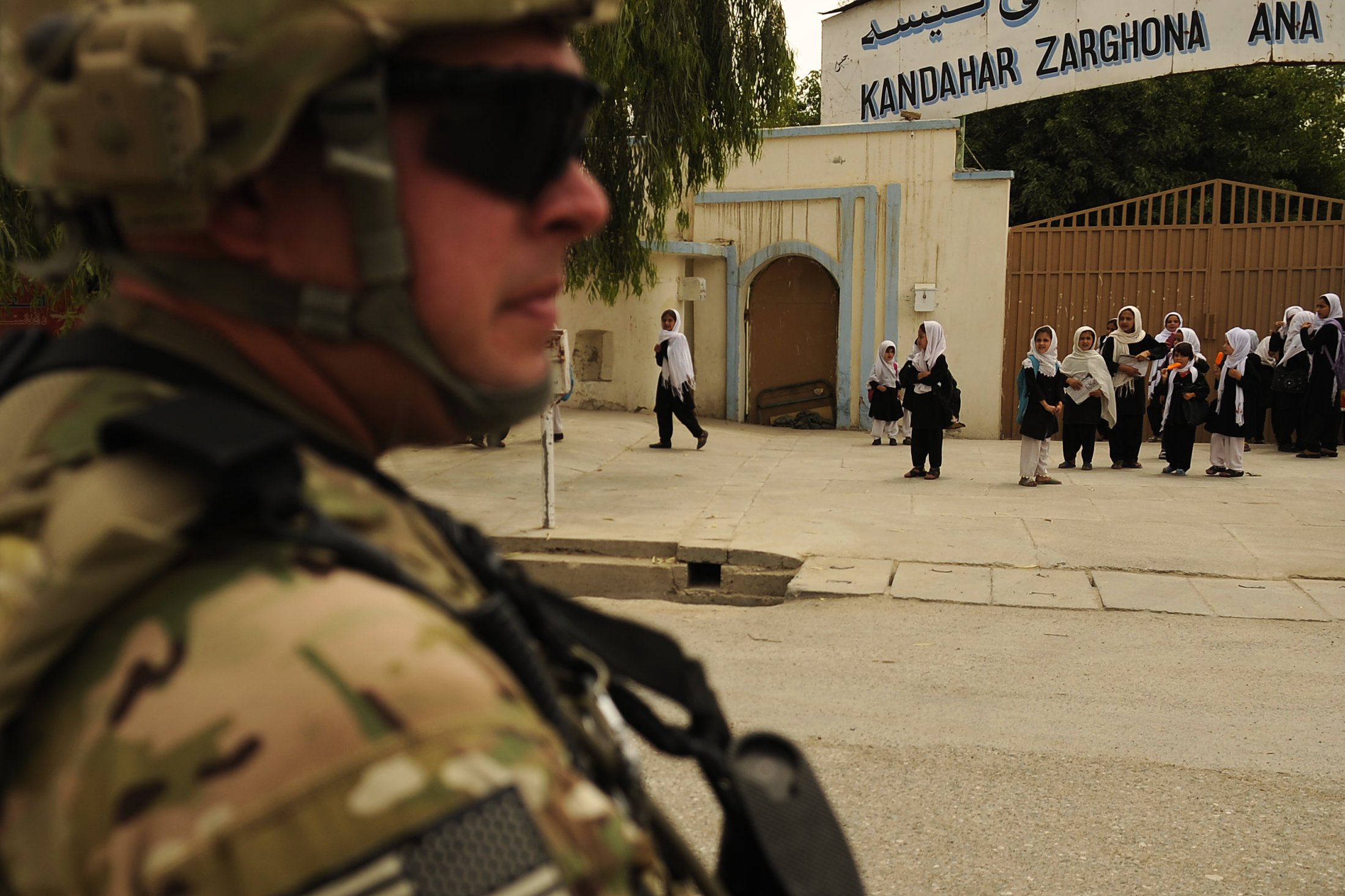
أطفال المدارس يشاهدون أعضاء قوات الأمن الوطني الأفغانية وفريق إعادة إعمار مقاطعة قندهار وهم يستعدون لحفل الافتتاح الكبير لمعهد قندهار للتمريض والقبالة في 9 مايو 2012 في قندهار، أفغانستان.

تأثر التعليم في قندهار بسبب نقص الكتب المدرسية والحروب الدائرة هناك بين عناصر طالبان والقوات الدولية. تم إغلاق أكثر من 150 مركز تعليمي بقندهار في الآونة الأخيرة إثر معارك دامية تدور هناك كل يوم تقريباً. وحسب وزارة التعليم الأفغانية فإن أكثر من 50 مدرسة تعرضت لهجمات مسلحة فی العام الحالي وحده وأكثر من 60000 طالب وطالبة لم يتمكنوا من مواصلة تعليمهم نتيجة الهجمات الانتحارية علی قوات الناتو والجنود الأفغان.
جامعة قندهار بمثابة أكبر مركز تعليمي فی المدينة وبالتعاون مع اتحاد التنمية الآسيوي تولت مشروعات تعليمية عدة لتدريب وتثقيف الطالبات الخريجات من الصف الثاني عشر وإعدادهن للمشاركة فی اختبار دخول الجامعة.

## الاقتصاد والتجارة
تكثر بقندهار آبار ومياه مما تؤدي إلی تطوير القطاع الزراعي. تشتهر قندهار بكثرة البساتين، الحدائق، العنب، البطيخ والرمان لكن كافة هذه المنتجات الزراعية تضررت بوجود ألغام أرضية منتشرة ومخلفات الجيش السوفياتي السابق.
تلعب الدول المجاورة مثل باكستان وإيران وكذلك الولايات المتحدة الأمريكية دوراً رئيسياً في تنمية قطاعي الاقتصاد والزراعة بقندهار.

## السياسة والحكومة
حكم كُل آغا شيرزی قندهار قبل وعقب حركة طالبان ولكن نظراً لضغوط صارخة مارستها بعض الجهات لتنحيه، قام الرئيس الأفغاني حامد كرزاي بعزله عن المنصب فی 2004.
مارس البشتون حكمهم فی قندهار لأكثر من 250 سنة ويحكي التاريخ أن معظم الحكام الأفغان كانوا من قندهار مثل أحمد شاه الدوراني، عبد الرحمن خان، نادر خان، محمد ظاهر شاه ووصولاً إلی حامد كرزی.

## مديريات ولاية قندهار
أرغنداب، أرغستان، دامان، غورك، مدينة قندهار، كاريزك، معروف، ميوند، بنجوايي، ريغ، شاه ولی كوت، شورابك، سبين بولدك، ميانة شين، زهاري ونايش.

## شخصيات
- نور جهان، إمبراطورة إمبراطورية المغول، الزوجة الرئيسية للإمبراطور المغولي جهانكير
- مير ويس الهوتكي، مؤسس السلالة الهوتكية
- عبد العزيز الهوتكي، حاكم السلالة الهوتكية
- محمود الهوتكي حاكم السلالة الهوتكية وشاه بلاد فارس
- حسين الهوتكي حاكم السلالة الهوتكية
- أحمد شاه الدراني، مؤسس أفغانستان، دُفن في المدينة.
- دوست محمد خان، أمير أفغانستان وابن باياندا خان.
- شير علي خان، أمير أفغانستان وابن دوست محمد خان
- هبة الله آخند زاده، الزعيم الأعلى الحالي لأفغانستان، وزعيم حركة طالبان
- أختر محمد منصور، الزعيم الأعلى الثاني لحركة طالبان.

## وصلات خارجية
- (بالإنجليزية) تاريخ قندهار